# Conceição Ferreira
Conceição Ferreira (* 13. März 1962 in Aveleda) ist eine ehemalige portugiesische Langstreckenläuferin.
1988 wurde Zweite beim Paris-Marathon und qualifizierte sich dadurch für den Marathon der Spiele 1988 in Seoul, bei dem sie den 20. Platz belegte. 1989 wurde sie Dritte, 1990 Zweite und 1991 Vierte beim Tokyo International Women’s Marathon, außerdem gewann sie 1990 den Pittsburgh-Marathon in 2:30:34 h. Im Jahr darauf stellte sie als Siebte beim Boston-Marathon ihre persönliche Bestzeit mit 2:30:18 h auf.
Ihre größten Erfolge erzielte sie allerdings in den darauffolgenden Jahren auf kürzeren Strecken. 1992 stellte sie mit 31:16,42 min einen portugiesischen Rekord im 10.000-Meter-Lauf auf. Es folgten ein sechster Platz über diese Distanz bei den Leichtathletik-Weltmeisterschaften 1993 und der Titelgewinn bei den Halbmarathon-Weltmeisterschaften desselben Jahres. Im Jahr darauf holte sie zunächst eine Bronzemedaille bei den Crosslauf-Weltmeisterschaften und dann die Silbermedaille beim 10.000-Meter-Lauf der Leichtathletik-Europameisterschaften 1994.
Zwei weitere Male nahm sie an Olympischen Spielen teil. Bei den Spielen 1992 erreichte sie das Finale des 10.000-Meter-Laufs, das sie jedoch nicht beendete, und bei den Spielen 1996 in Atlanta schied sie im Vorlauf über dieselbe Distanz aus.